# Lorette, Loire
Lorette là một xã trong tỉnh Loire miền trung nước Pháp.
It is the birthplace of 4-time Formula One champion Alain Prost.